# Предео изузетних одлика Форланд леве обале Дунава код Београда
Предео изузетних одлика Форланд леве обале Дунава код Београда је заштићено природно добро у поступку заштите и једно од највећих плавних зона у целој Србији, од великог значаја за еколошки интегритет екосистема Дунава.
Налази се на територији града Београда, на подручју градских општина Земун и Палилула и обухвата две простране плавне зоне на левој обали Дунава – Црвенка и Кожара.

## Историјат
Простор данашњег Форланда представљао је у прошлости део великог плавног подручја између Тамиша и Дунава, познатијег као Панчевачки рит, који је услед нагле урбанизације и мелиорације током прошлог века већим делом исушен. Придаје му се изузетна важност са аспекта очувања биолошке разноврсности будући да од појаве периодичног плављења зависе водена и влажна станишта која пружају уточиште многим ретким и угроженим биљним и животињским врстама.
Из тог разлога је Завод за заштиту природе Србије доставио 1. фебруара 2022. године Студију заштите Предела изузетних одлика „Форланд леве обале Дунава код Београда” Министарство заштите животне средине Републике Србије, као надлежном органу, који је на основу Закона о заштити природе покренуо поступак покретања заштите природног подручја прве категорије. Циљ заштите овог подручја је очување идентификованих темељних природних вредности, изворних, репрезентативних и естетских одлика предела, као и стварање услова за одрживо и контролисано коришћење простора.
Његово управљање је поверено Јавном предузећу „Србијашуме” из Београда.

## Простор
Укупна површина Предела изузетних одлика Форланд леве обале Дунава код Београда износи 1858,0541 хектара. Својим већим делом, 1854,9324 hа припада територији градске општине Палилула (КО Ковилово и КО Борча), а мањим 3,1217 ha територији градске општине Земун (КО Батајница).
Према структури површина катастарских општина по власништву, површине у обухвату заштићеног подручја налазе се 99,90% у државној својини и 0,10% у својини Града Београда. На подручју ПИО „Форланд леве обале Дунава код Београда” установљавају се режими заштите првог, другог и трећег степена.

## Категорија заштићеног подручја
У складу са поступком вредновања, утврђеним Правилником о критеријумима вредновања и поступку категоризације заштићених подручја, Предео изузетних одлика Форланд леве обале Дунава код Београда је проглашен за заштићено подручје прве категорије – заштићено подручје међународног, националног и изузетног значаја.
Подручје форланда Београда припада еколошки значајном подручју Републике Србије, које је према Уредби о еколошкој мрежи издвојено под редним бр. 22 – „Ушће Саве у Дунав” и идентификовано као међународно и национално значајно подручје за птице.

## Галерија
- Корњаче
- Лабуд
- Лабудови
- Чапља